# Rhizedra griseata
Rhizedra griseata là một loài bướm đêm trong họ Noctuidae.